# 위례동 (하남시)
위례동(慰禮洞)은 경기도 하남시의 행정동이다.

## 개요
위례동은 위례신도시 개발지구 중에서 하남시 지역을 관할하기 위해 신설된 행정동이다. 2015년 11월 4일까지 행정동 감북동에 속한 곳이었지만 인구가 증가함에 따라 학암동 전 지역과 감이동의 일부를 관할로 하여 분동하였다. 2015년 12월 7일 서울특별시 송파구 및 경기도 성남시와의 관할 구역을 조정하였다.
학암동은 두루미를 닮은 바위가 있다 하여 마을을 두름바위라 부르던 데서 유래한 이름이다. 본래 감이동에 속하였다가 감북동으로 편입되었었다.

## 법정동
- 학암동(鶴岩洞)
- 감이동(일부)

## 아파트
| 단지명                 | 건설사                    | 시행사                  | 주소                     | 입주        | 비고 |
| ---------------------- | ------------------------- | ----------------------- | ------------------------ | ----------- | ---- |
| 위례 포레자이          | 지에스건설㈜              | 올뉴하우스개발㈜        | 위례대로6길 95 (학암동)  | 2021년 4월  |      |
| 위례 호반써밋          | ㈜호반산업                | ㈜호반산업              | 위례대로6길 20 (학암동)  | 2021년 1월  |      |
| 위례 그린파크 푸르지오 | 대우건설                  | ㈜원산업                | 위례순환로 270 (학암동)  | 2016년 1월  |      |
| 위례 센트로엘          | 현대엔지니어링            | ㈜인창디앤씨            |                          | 2016년 6월  |      |
| 위례 플로리체          | 현대엔지니어링            | ㈜한미건설              |                          | 2015년 10월 |      |
| 힐스테이트 센트럴위례  | 현대엔지니어링            | ㈜코리아신탁 보성산업㈜ | 위례대로6길 15 (학암동)  | 2021년 5월  |      |
| 위례 중흥S-클래스      | 중흥토건㈜                | ㈜새솔건설              | 위례대로6길 70 (학암동)  | 2022년 9월  |      |
| 위례 우미 린           | 우미개발㈜ ㈜우미산업개발 | 우미토건㈜              | 위례대로6길 100 (학암동) | 2022년 11월 |      |
| 위례숲 우미 린         | 우미건설 ㈜심우종합건설   | ㈜산해건설              | 위례대로6길 45 (학암동)  | 2022년 2월  |      |

## 교육
- 위례초등학교
- 위례숲초등학교
- 위례중학교
- 위례고등학교